# Akbar de Grote
Jalaluddin Muhammad Akbar (15 oktober 1542 – 27 oktober 1605) was heerser over het Mogolrijk van 1556 tot zijn dood in 1605. Hij wordt beschouwd als de grootste van de Mogolkeizers.

## Jeugd

### Geboorte
Akbar werd geboren in Umarkot in Sind. Zijn ouders waren Nasiruddin Muhammad Humayun, in naam keizer van het Mogolrijk, en Hamida Banu Begum, de dochter van een Perzische hoveling. Beiden waren verre afstammelingen van de Perzische soefiheilige Sheikh Ahmad-e Jami. De Mogols waren Timuriden, afstammelingen van Timur Lenk. Hun claim over het noorden van India was gebaseerd op Timurs verovering van Delhi in de 14e eeuw. Verder terug stamden de Mogols ook af van de Mongoolse veroveraar Dzjengis Khan.
Het Mogolrijk in India ("Hindustan"), in 1526 gesticht door Akbars grootvader Babur na diens overwinning op de Afghaanse adel van het sultanaat van Delhi, was bij Akbars geboorte verre van een vaststaand gegeven. Babur had Humayun als opvolger aangewezen. Na Baburs dood in 1530 werd Humayun daarom boven de andere drie zoons geplaatst in rang. Desondanks had hij moeite hen de baas te blijven. De tweede broer, Kamran, kreeg de provincie Kabul en de noordflank van het rijk toegewezen en weigerde vanaf 1540 Humayuns gezag te erkennen. In 1539 leidde een poging de jongste broer Hindal op de troon te zetten bijna tot Humayuns aftreden. De in Akbars opdracht geschreven kronieken over de periode beschouwen de jongere broers van zijn vader als verraders, maar in de Turks-Mongoolse traditie was het gewoon dat het rijk bij de dood van de heerser onder de zoons werd verdeeld. De prinsen zelf zagen hun gedrag waarschijnlijk als het opkomen voor rechtmatige ambities.
Dit gebrek aan eenheid, samen met Humayuns besluiteloze karakter, zorgde ervoor dat het door Babur gestichte rijk verloren ging. Humayuns belangrijkste vijand was de Afghaanse leider Sher Shah Suri. Sher Shah versloeg Humayun in de slagen bij Chausa (juni 1539) en Kanauj (mei 1540) om de Mogols daarna geheel uit Hindustan te verdrijven. Humayun vluchtte met een steeds kleiner gevolg naar het westen, naar Sindh, waar hij zich bij zijn broer Hindal aansloot. De andere twee broers trokken zich terug in Kabul. De aankomst van de gevluchte keizer met zijn familie en entourage kwam voor de gouverneur van Sindh zeer ongelegen. In plaats van Humayun rechtstreeks militaire steun te ontzeggen, hield hij hem aan het lijntje door beloftes te doen, maar vervolgens niets te doen. Het duurde een paar jaar voor Humayun inzag dat hij in Sindh geen hulp kon verwachten.
In het gevolg van Hindal bevond zich de 14-jarige Hamida. Humayun, zelf 33 jaar oud, ontmoette haar op een feest in het onderkomen van zijn broer. De ontmoeting was voldoende om de keizer te bewegen haar ten huwelijk te vragen, maar zowel Hindal als Hamida reageerden aanvankelijk bijzonder negatief op het idee. Hoewel Humayun aanhield, bleef Hamida 40 dagen lang onvermurwbaar. Pas na tussenkomst van de moeder van Hindal stemde ze uiteindelijk in met een huwelijk. Dit werd voltrokken op 21 augustus 1541. Kort daarop bleek Hamida al zwanger te zijn.
Ondertussen was Humayuns situatie hachelijk geworden. Manschappen deserteerden dagelijks en ook zijn broer Hindal verliet hem. Zo zwierf hij twee jaar lang door het woestijngebied tussen Sindh en Rajasthan. Akbar werd geboren op 15 oktober 1542, in het fort van Umarkot, waar zijn ouders te gast waren bij een lokale dorpshoofdman.

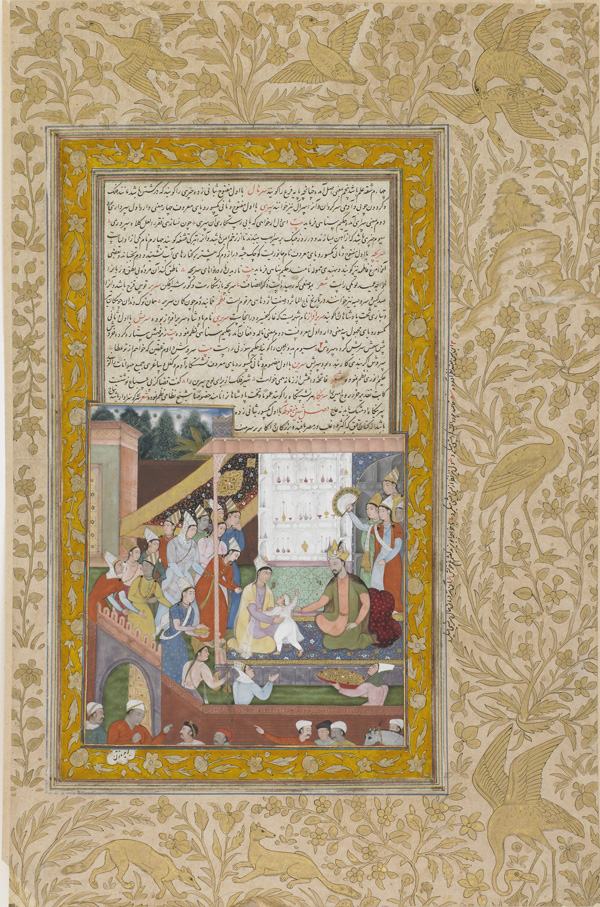
Akbar als kind met zijn ouders. Afbeelding van water- en goudverf op papier uit de Akbarnama, tussen 1596 en 1600.

### Humayuns strijd met zijn broers
Ten slotte raakte Humayun overtuigd dat hij in Sindh geen hulp kon verwachten. Zijn entourage was geslonken tot een groep van ongeveer 40 mannen, twee vrouwen (Hamida en een dienstmaagd) en een baby. Ze trokken als struikrovers door het land om in hun levensonderhoud te voorzien. In de herfst van 1543 trokken ze over de Indus en naar Afghanistan. Humayun maakte de fout te denken dat hij bij zijn broers Kamran en Askari in Kabul welkom zou zijn. Toen Askari Humayuns groep in de buurt van Kandahar in een hinderlaag lokte, wist Humayun op het nippertje aan gevangenschap en een waarschijnlijke dood te ontsnappen. Wel moest Akbar met enkele bedienden worden achtergelaten bij deze vlucht. De baby viel in handen van Askari, die Akbar toevertrouwde aan de zorg van zijn vrouw Sultan Begum.
Akbar bracht de erop volgende jaren als gijzelaar door. Humayun was ondertussen naar Perzië gevlucht waar hij hartelijk werd ontvangen door de Perzische Shah Tahmasp. Deze stelde Humayun een leger van 12.000 ruiters ter beschikking waarmee hij in 1545 zijn broers uit eerst Kandahar en daarna Kabul verdreef. Toen Humayun Kandahar aanviel werd Akbar naar Kabul gestuurd waar een zus van Babur, Khanazada Begum, hem verzorgde. Deze tante was erg met Akbar ingenomen, klaarblijkelijk omdat hij haar aan zijn grootvader zou hebben herinnerd.
Bij de inname van Kabul in december 1545 werd Humayun verenigd met zijn zoontje. Hamida, die in Kandahar achter was gebleven, reisde in de lente naar Kabul, waar daarna Akbars besnijdenis plaatshad. De strijd tussen de broers was echter nog niet over. Kabul werd twee maal door Kamran heroverd. Beide keren viel ook de harem in Kamrans handen, waaronder de jonge prins. Toen Humayun Kabul belegerde gebruikte Kamran Akbar als levend schild door hem op de muren te plaatsen, waarna Humayun genoodzaakt was de beschieting van de stad te staken.
Abu Fazl meldt dat de prins als jongen een gezonde eetlust bezat en hyperactief was. De jongen toonde vooral interesse in de buitensporten, met name de jacht, het berijden van paarden en kamelen, en het temmen en africhten van honden en vogels. Als kind al kon Akbar niet stilzitten. Vanaf jonge leeftijd bleek het onmogelijk hem lezen en schrijven te leren, tot groot verdriet van zijn erudiete vader. De ene na de andere leraar moest het opgeven: Akbar bleef zijn leven lang analfabeet. Mogelijk was een deel van de oorzaak dat hij dyslectisch was.

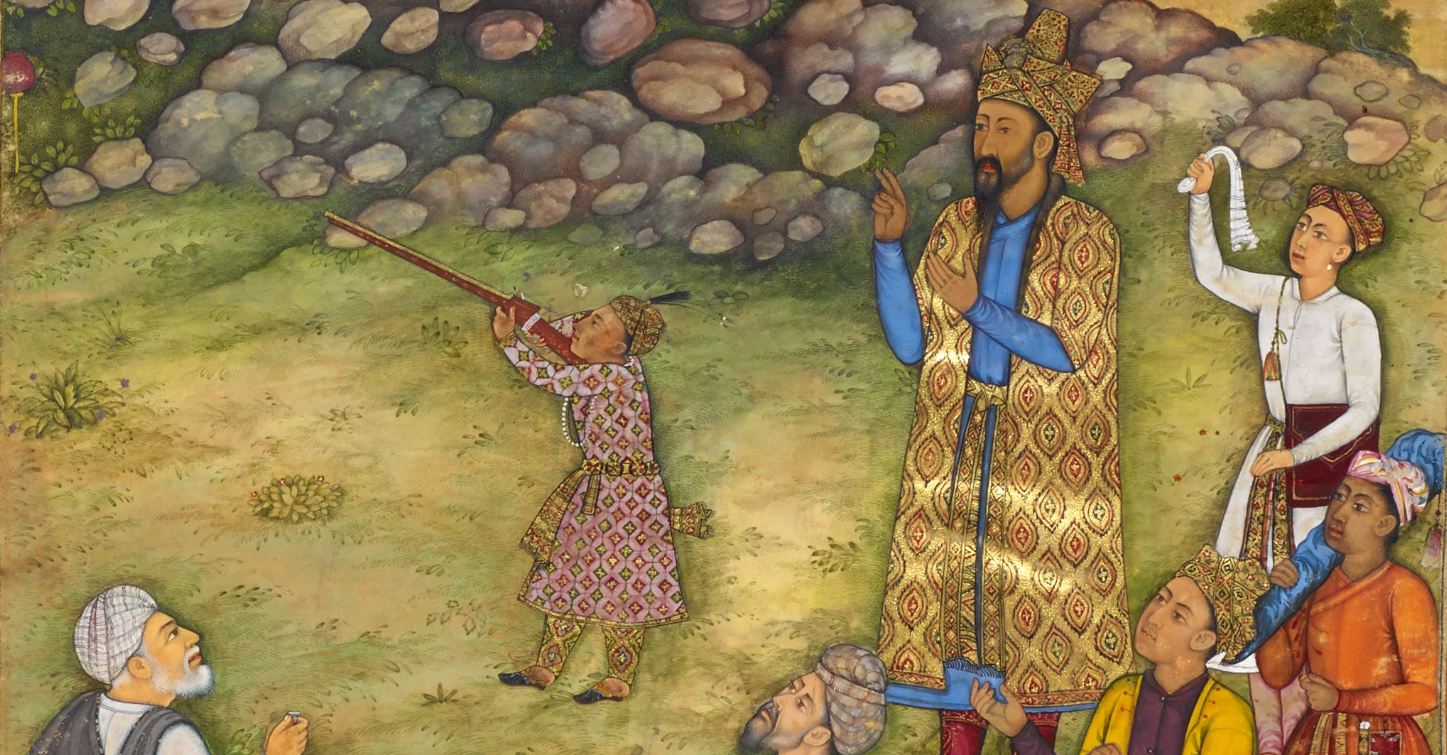
Humayun leert Akbar schieten. Detail van een illustratie uit de Akbarnama, 1602-1604.

Hindal sneuvelde in 1551, vechtend voor Humayun. De districten die hem waren toevertrouwd (waaronder de inkomsten van de belasting, de jagirs) werden daarop aan de tienjarige Akbar toegewezen. Daaronder was ook de historisch belangrijke stad Ghazni, ooit de hoofdstad van de Ghaznaviden - een Middeleeuwse islamitische dynastie die India veroverde. Het was onder de Timuriden gebruikelijk dat jonge prinsen gebieden kregen toegewezen om ervaring in het landsbestuur op te doen. Tegelijkertijd werd de prins opgeleid in de krijgskunst, boogschieten, paardrijden, zwaardvechten en worstelen. Ook leerde hij Perzisch, met name Perzische poëzie, hetgeen ondanks zijn onvermogen te leren lezen een levenslange voorliefde bleef. Akbar werd ook ingewijd in kunst, filosofie, rechtspraak en kennis van de Koran. Hij muntte uit in de krijgskunst en had een intuïtief begrip van de menselijke natuur, dat hem in staat stelde anderen te manipuleren of aan te voeren.
Humayuns strijd met zijn broers werd uiteindelijk beslist in diens voordeel. De overgebleven twee broers waren tegen 1554 uitgeschakeld en gevangen genomen. Hen werd toestemming verleend als pelgrims naar Mekka te reizen, destijds de traditionele manier om van verwanten af te komen die niet langer welkom waren. Beiden overleefden de reis niet. Toen Humayun eindelijk absoluut heerser over de Mogols was, kon hij zijn energie richten op de herovering van zijn rijk in India.

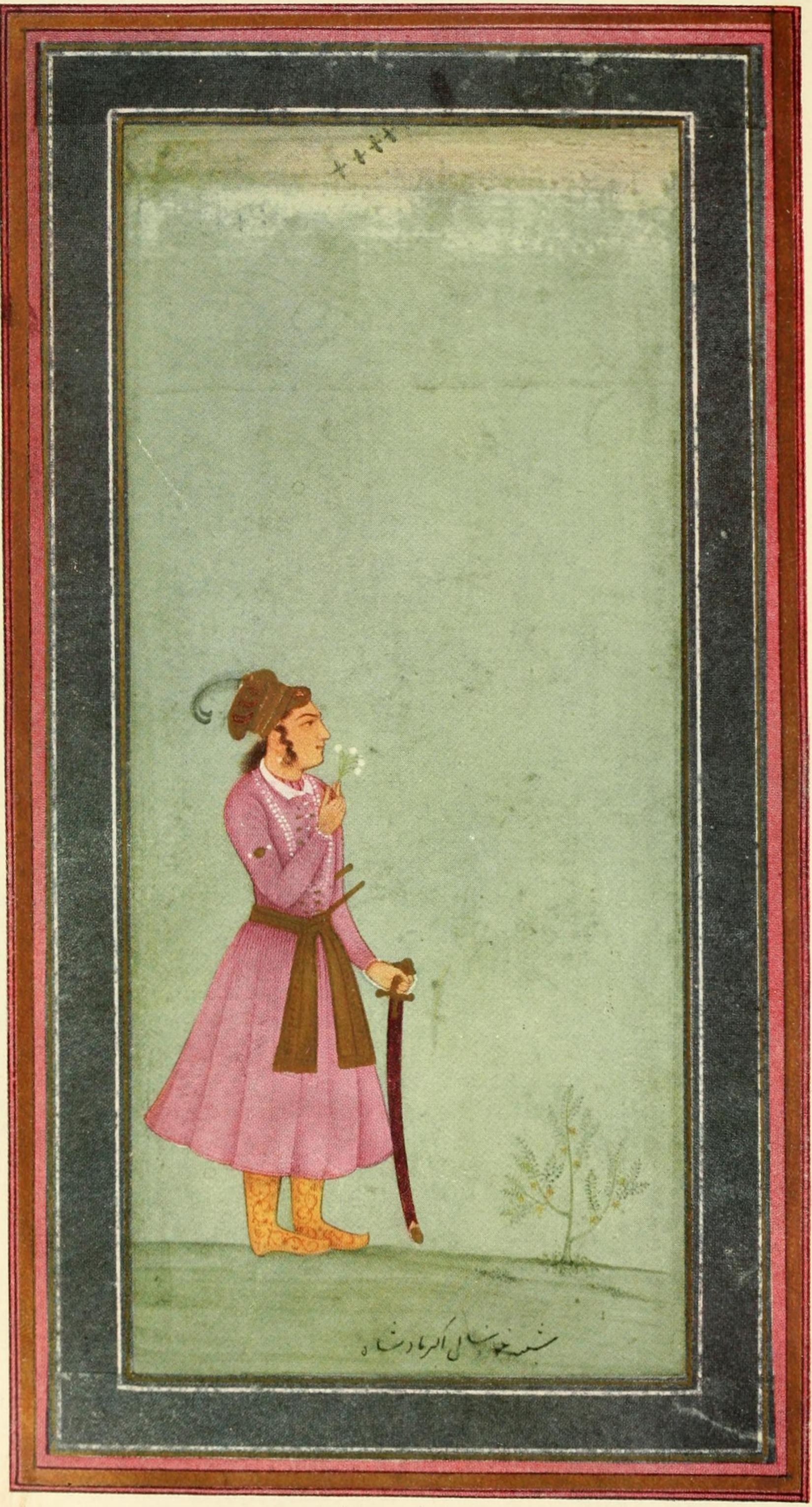
Akbar als ongeveer vijftienjarige

### Herovering van India
Akbar was inmiddels 12 jaar oud en reisde mee in zijn vaders veldtocht. Hij had inmiddels een elf jaar jongere halfbroer, Hakim, die in Kabul was achtergebleven en aangesteld als (nominale) gouverneur. In Hindustan waren de opvolgers van Sher Shah op dat moment in een onderlinge strijd verwikkeld. Dit maakte van de herovering een absurd makkelijke aangelegenheid. De Punjab viel zonder veel moeite in Humayuns handen en in juli 1555 volgde de belangrijke stad Delhi. Humayun liet daarop de militaire zaken over aan zijn generaals en nam zijn intrek in Delhi, waar hij in een van Sher Shahs paleizen een bibliotheek en observatorium liet inrichten.
Akbar kreeg een inheemse leraar toegewezen, die hem onder andere de taal van het land (Hindustani) leerde. Hij deed aan de zijde van Humayuns bevelhebber Bairam Khan militaire ervaring op toen de Afghaanse sultan Ibrahim Shah een tegenaanval lanceerde. Ook deze bedreiging werd gemakkelijk afgekeerd. De voormalige provincies van Baburs rijk werden een voor een heroverd.
Lang van de overwinning genieten kon Humayun niet. In januari 1556 struikelde hij over de treden van de trap in zijn observatorium, waarna hij ongelukkig terecht kwam. Na een paar dagen buiten bewustzijn te hebben doorgebracht overleed hij op 26 januari. Akbar verbleef op dat moment met Bairam Khan in een legerkamp aan de rivier de Ravi in de Punjab. De situatie was precair. De bestuurders en militaire aanvoerders waren allen Perzen of Centraal-Aziaten die slechts wegens een persoonlijke band Humayun dienden. Hoewel Akbars ooms allen dood waren, waren er andere leden van de dynastie die een deel van zijn vaders rijk konden opeisen. Om een ineenstorting van het bestuur te voorkomen hielden hovelingen de dood van de keizer enige tijd geheim, onder andere door middel van een figurant die de kleren van de keizer droeg. Op 11 februari werd het nieuws van Humayuns dood bekendgemaakt. De kroning vond een paar dagen later plaats in Kalanaur, op een haastig gebouwde troon van bakstenen.

### Akbar volgt zijn vader op als keizer
Omdat Akbar nog maar 14 jaar oud was, wezen de emirs Bairam Khan aan als regent. Deze Perzische militair had Akbars grootvader en vader trouw gediend tijdens de verovering van Hindustan, de vlucht naar Perzië, de herovering van Afghanistan en de herovering van Hindustan. Zijn eerste taak was Akbars koningschap en zijn eigen positie veilig te stellen. Sikandar Shah, een van de Afghaanse pretendenten uit de Suri-stam bevond zich nog altijd in de Punjab. Een andere pretendent, Adil Shah, was naar het oosten gevlucht. Andere leden van het huis van Timoer in Afghanistan en Centraal-Azië ondermijnden Akbars gezag. Akbars tweejarige broertje Mirza Hakim bevond zich in Kabul, de regio die Humayun voor hem had bestemd. Hoewel Hakim geen directe bedreiging vormde werd hij door de lokale beambten in Kabul als marionet gebruikt. Verder naar het noorden greep Mirza Sulaiman, een ander lid van de dynastie, de macht in Badakhshan.
Akbar verbleef gedurende de eerste maanden van zijn regering niet in Delhi of Agra, maar in het legerkamp in Jalandhar. Daar was hij beter beschermd tegen intriges en van daaruit was het makkelijker een opstand in de Punjab of Kabul de kop in te drukken.
Ondanks Bairam Khans goede zorgen werd het eerste gevaar bijna fataal. Vanuit het zuidoosten drong een leger geleid door Hemu Hindustan binnen. Deze Hemu was door Adil Shah, die zelf weinig interesse voor staatszaken had, tot zijn vizier benoemd. Hemu was een hindoe van lage kaste die normaal geen direct gevaar voor de sultan kon vormen. Hij was echter kundig in het bestuur en de politieke intrige, en hoewel hij zelf niet met een zwaard overweg kon was hij een sluw militair strateeg. Richting hindoes presenteerde hij zich als bevrijder, en naar de Afghaanse elite als nieuwe sultan. Achtereenvolgens nam hij Gwalior, Agra, en Delhi in. In de laatste stad liet hij zich tot koning kronen. Bairam Khan en Akbar trokken hem tegemoet en het kwam tot een treffen in de tweede slag bij Panipat (5 november 1556). Hoewel Hemu de overmacht had werd hij tijdens de slag in het oog getroffen en halfdood door de Mogols weggedragen. Zijn leger raakte daarop in paniek en vluchtte van het slagveld. Bairam Khan vroeg Akbar ter plekke Hemu te executeren. Mogelijk voerde Akbar inderdaad deze symbolische taak uit, maar in een andere versie van het verhaal weigerde de jonge vorst een ongewapend man te doden, omdat hij daar geen eer in zag.
De overwinning bij Panipat bevestigde de heerschappij van de Mogols over het noorden van India. Humayuns harem, waaronder Akbars moeder en tantes, kon nu veilig uit Kabul overkomen. Bairam Khan en Akbar bleven enige tijd in de Punjab om Sikandar Shah tot de overgave te dwingen. De ambassadeurs en harem vestigden zich voorlopig in Delhi. Pas twee jaar na de troonsbestijging, in oktober 1558, verplaatste Akbar zijn hof naar Agra.

### Regenten
Tijdens de eerste zeven jaar van Akbars regering was de werkelijke macht in handen van een regent. Akbar zag Bairam Khan als een tweede vader en behandelde hem met alle respect. Terwijl Bairam Khan de staatszaken regelde groeiden echter zijn ongeduld en de wens de zaken zelf te regelen. Akbar vond een gewillig oor bij Maham Anaga, zijn vroegere voedster, die in de harem een belangrijke positie innam. Zij zag in de situatie een mogelijkheid de positie van haar factie aan het hof te verstevigen, en fluisterde Akbar verhalen in over de arrogantie van Bairam Khan.

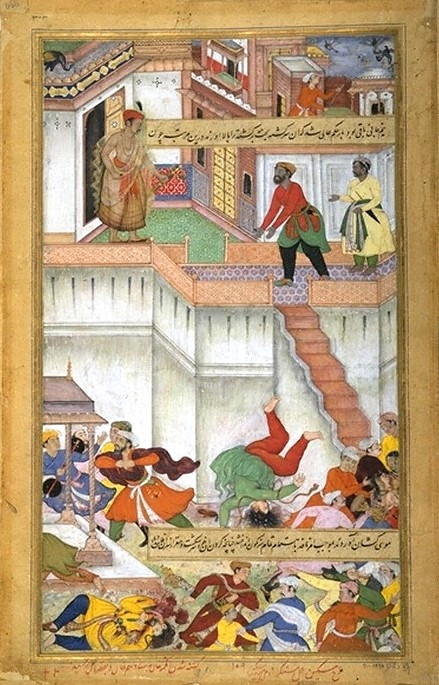
Akbar beveelt de executie van Adham Khan. Miniatuur uit de Akbarnama, rond 1590-1595.

Toen Akbar bijna 18 was besloot hij Bairam Khan opzij te schuiven. Dit moet hem moeilijk zijn gevallen, omdat de regent een vaderfiguur voor hem was. In maart 1560 wist Akbar onder het mom van een jachtexpeditie naar Delhi te reizen, waar hij bekend maakte dat Bairam Khan was ontslagen. De khan toonde zich aanvankelijk bereid om zijn macht op te geven, maar toen hij ontdekte dat Maham Anaga achter de coupe zat bood hij verzet. Zijn volgelingen werden bij Janlandhar verslagen door de keizerlijke troepen. Na aan korte vlucht gaf hij zich uiteindelijk over. Akbar toonde zich genadig en gaf Bairam Khan de keus een bedevaartstocht naar Mekka te maken. De voormalige regent stemde toe (hij had in feite geen keus). Hij werd onderweg naar de havens in Sindh echter vermoord door een groep Afghanen die persoonlijke grieven tegen hem koesterden.
Maham Anaga werd de nieuwe regent en dit gaf haar zoon Adham Khan een invloedrijke positie. Net als bij haar voorganger is er geen reden te twijfelen aan haar loyaliteit. Bovendien bezat ze de gave zich onzichtbaar te houden en de keizer niet voor de voeten te lopen. Hetzelfde gold niet voor haar zoon. Deze leek er juist op uit te zijn Akbar opzettelijk uit te dagen. In 1561 was hij als bevelhebber naar Malwa gestuurd om de provincie te veroveren. Na afloop betwistte hij Akbar gevangen genomen vrouwen en buit, het alleenrecht van de keizer. In feite was dit een rechtstreekse belediging, maar Akbar negeerde het voorval.
Enkele maanden later kwam het echter tot een incident dat Akbar niet kon negeren. Akbar had Maham Anaga's bondgenoot Munim Khan ontslagen als vakil en zijn eigen vertrouweling Atga Khan benoemd. Adham Khan drong het paleis binnen met enkele gewapende volgelingen en vermoordde Atga Khan. Akbar, die nooit een gebrek aan moed toonde, confronteerde Adham Khan en sloeg hem ziedend van woede buiten westen. Daarna liet hij hem vastbinden en van het balkon in de paleistuin gooien. Toen Adham Khan dit overleefd bleek te hebben, gebood Akbar hem terug naar boven te brengen en opnieuw van het balkon te werpen, ditmaal met zijn hoofd eerst zodat zeker was dat hij zijn nek brak. Toen Maham Anaga van de dood van haar zoon op de hoogte werd gesteld trok ze zich terug. 40 dagen later stierf ze van verdriet.
Akbar, nu 21 jaar oud, nam daarop zelf de regering ter handen. Hij leerde van de ervaring: nooit meer zou hij een partij aan zijn hof boven de anderen verheffen. In plaats van een eerste minister creëerde hij vier belangrijke ministerposten: voor financiën, de hofhouding, militaire zaken, en religieuze zaken.

## Persoonlijk leven

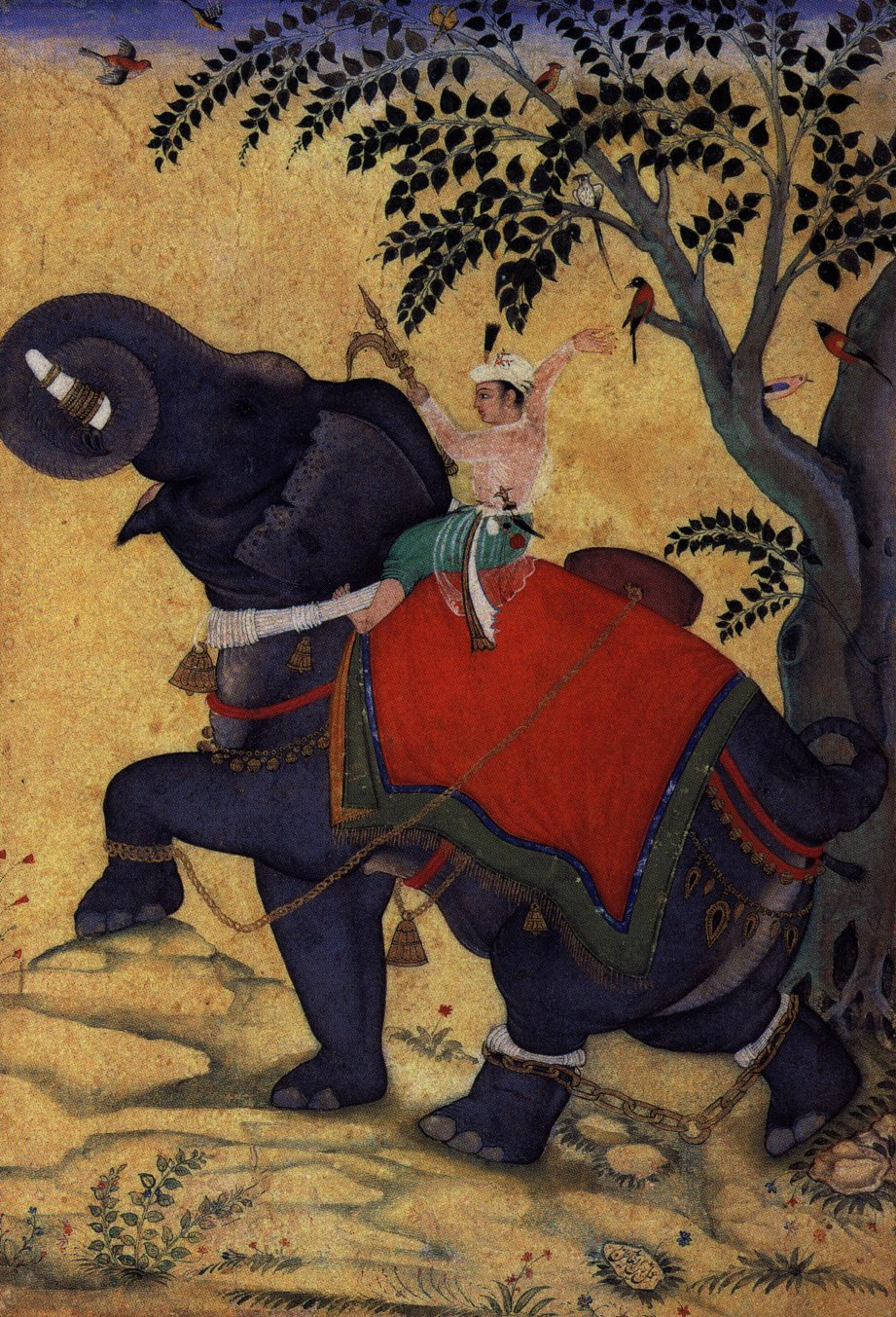
Keizer Akbar temt een olifant. Miniatuurschildering, 1609-1610.

### Het hof in beweging
Akbar bracht zijn eerste jaren door in ballingschap, op de vlucht of als gijzelaar van zijn oom in Kabul. De constant veranderende omgeving moet een verwarrende, wonderlijke en deels beangstigende ervaring zijn geweest. Het was een goede voorbereiding, want Akbar was zijn leven lang vrijwel constant onderweg. Militaire campagnes volgden elkaar in snel tempo op en werden afgewisseld met groots opgezette jachtpartijen en expedities tot in de verste uithoeken van zijn groeiende rijk.
De jacht was al van jongs af aan een hobby. Terwijl de regent Bairam Khan het bestuur op zich nam organiseerde de jonge vorst groot opgezette jachtpartijen, vaak met duizenden drijvers, tenten, paarden, olifanten, jachthonden, en cheetahs die hij voor dit doel persoonlijk africhtte. De favoriete vorm van jacht was de qamargha, waarbij duizenden volgelingen een enorme cirkel vormden en langzaam naar binnen bewogen, zodat het afgesloten gebied steeds kleiner werd. Ondertussen konden Akbar en zijn gezellen in het omsloten gebied jagen. Meer dan een hobby was dit ook een manier om de sociale orde aan het hof te bevestigen en zijn bevelhebbers beter te leren kennen.
Akbar waagde regelmatig zijn leven bij het vangen, temmen en africhten van wilde olifanten, met name grote, onvoorspelbare bullen. Behalve een hobby moet dit ook een symbolische functie hebben gehad. Het berijden van olifanten, met name de grote bullen, werd in India vanouds als het voorrecht van de vorst beschouwd.
Tijdens de jachttochten leerde Akbar het land beter kennen. In tegendeel tot zijn vader en grootvader sprak hij Hindustani, de taal van de bevolking. Hij toonde een grote belangstelling in zijn onderdanen, de bewoners van de gebieden waar hij doorheen trok. Voor staatszaken kon de durbar onderweg worden opgezet, waarbij een grote tent werd gebruikt om audiënties te verlenen of met ministers te beraadslagen.

### Perfectionisme in staatszaken
In de staatszaken trok de keizer alles naar zich toe. Meerdere ooggetuigen toonden zich verbaasd over hoe goed Akbars geheugen was als het details betrof. Ondanks dat hij zelf niet kon lezen was Akbar altijd omringd door klerken. Hij stond erop dat gebeurtenissen en bevelen nauwkeurig werden gedocumenteerd. De jezuïet Francis Henriques, die het hof bezocht, schreef dat Akbar zich tot in de kleinste details met alles bezighield. Beslissingen en besluiten liepen vrijwel altijd via Akbar zelf. Deze sterke centralisatie kwam overeen met de Europese absolute monarchen van deze periode, zoals Louis XIV van Frankrijk of Henry VIII Tudor van Engeland.
Akbar stelde zeer prijs op ijver en punctualiteit. In zijn directe omgeving moest iedereen vrijwel constant bezig zijn. De dag was nauwkeurig ingedeeld en overal bevonden zich klokken om de tijd bij te houden. Volgens Abu Fazl sliep de keizer nauwelijks en werkte hij vaak ook 's nachts door. Hoewel hij constant werkte, kwam hij bij audiënties en vergaderingen normaal gesproken zeer beheerst en bedaard over.

### Huwelijken en kinderen
Akbar huwde vele tientallen malen. Deze huwelijken kwamen voort uit traditionele verplichtingen, strategische overwegingen, of beide. Het eerste huwelijk vond plaats in Jalandhar, vlak na de Slag bij Panipat. De 14-jarige keizer huwde daar met zijn volle nicht Ruqaiya, de dochter van zijn eerder gesneuvelde oom Hindal. In 1561 volgde een huwelijk met eveneens een volle nicht, de weduwe van Bairam Khan, Salima Sultan. Deze huwelijken volgden de conventies en Centraal-Aziatische tradities van de Timoeriden. Hoewel uit beide geen kinderen voortkwamen, namen deze twee vrouwen een belangrijke plek in aan het hof.
Akbar voerde een gerichte politiek van huwelijken met de inheemse families. De radja's van Rajputstaatjes huwden hun dochters met Akbar en zijn zoons om hun erkenning van de keizer te bevestigen en invloed aan diens hof te verkrijgen. Huwelijken van islamitische sultans met dochters uit machtige hindoeïstische families waren in het India van de 16e eeuw een normale zaak. Nieuw was echter dat Akbar zijn vrouwen niet dwong zich tot de islam te bekeren. Hij liet ze vrij hun godsdienst uitoefenen in de harem, en nam soms zelfs persoonlijk deel aan hun gebeden en rituelen.
De radja van Amber, Bihari Mal, ontmoette Akbar in 1557 en wist diens steun te verwerven in zijn conflicten met de andere, militair sterkere Rajputstaatjes Mewar en Marwar. In 1562 huwde Akbar zijn dochter, Harkha Bai. Bihari Mal zond ook zijn oudste zoon en zijn kleinzoon, de latere radja van Amber, Man Singh naar Akbars hof, waar beiden belangrijke posities verwierven. Andere Rajputfamilies volgden dit voorbeeld, waardoor het rijk een groeiende klasse van hindoeïstische bestuurders kreeg.
Ondanks de snel groeiende harem had Akbar tot achter in de 20 geen overlevende kinderen. Er werden hem een dochter en een tweeling van twee zoons geboren, Hassan en Hoessein, maar deze drie kinderen stierven op jonge leeftijd. Dit dreef hem ertoe een bedevaart te maken naar de sufileraar Salim Chishti, die in het dorpje Sikri 36 km ten westen van Agra woonde. Kort daarop raakte Harkha Bai zwanger en in 1569 werd de opvolger geboren, die naar de sufi Salim werd genoemd. Als dank gaf Akbar de zoons en kleinzoons van de sufi belangrijke posities aan het hof. Hij liet in Sikri een nieuwe hoofdstad bouwen, Fatehpur Sikri, waar het hof tussen 1569 en 1585 verbleef. Hier werden twee jongere zoons geboren: Murad (1570) en Daniyal (1572). Dat de stad in 1585 alweer verlaten werd, lag waarschijnlijk aan een tekort aan drinkwater op deze plek.

### Spiritualiteit en religieuze politiek
De aanwezigheid van hindoeïstische vrouwen en hun mannelijke familieleden aan het hof wekte Akbars interesse in hun tradities en religie. Dit kwam direct ten uiting in Akbars religieuze politiek. Wetten die discrimineerden tegen niet-moslims werden ingetrokken, zoals het verbod op de constructie van tempels. Naast islamitische wijzen (sufi's) en moskeeën bezocht Akbar ook hindoeïstische asceten en goeroes en stelde hij land ter beschikking van tempels. In 1564 werd de jizya, de belasting voor niet-moslims, afgeschaft (tussen 1575 en 1579 werd de jizya op aandringen van de oemma heringevoerd, maar in de praktijk niet gecollecteerd).
In 1575 liet hij in Fatehpur Sikri het Ibadat Khanna (Huis van aanbidding) bouwen. Daar nodigde hij de soennitische moslimgeleerden uit om met hem te beraadslagen over de wetten die in zijn rijk zouden gelden. Omdat hij zich stoorde aan de onenigheid over kleine zaken, nodigde hij binnen een jaar ook sjiitische moslimgeleerden uit voor de beraadslagingen. Nog later werden hindoeïstische, jainistische, boeddhistische, zoroastrische, joodse en christelijke geleerden uitgenodigd om aan de beraadslagingen deel te nemen. De christengeleerden waren rooms-katholieke jezuïeten afkomstig uit de kleine Portugese kolonie Goa. De belangrijkste onder hen was Jerome Xaverius (1549-1617), een neef van de bekende Franciscus Xaverius (1506-1552).
Omdat hij graag wilde weten wat er in de heilige geschriften van de andere religies stond, gaf hij opdracht de Atharva Veda, een van de heilige boeken van het hindoeïsme, te vertalen. Nog later beval hij de Bijbel te vertalen.
Akbar bouwde zijn beleid van religieuze tolerantie geleidelijk aan steeds verder uit. In 1593-1594 gaf hij ook de joden en christenen het recht in zijn rijk hun godsdienst uit te oefenen en religieuze gebouwen te bouwen. De anderen in zijn rijk hadden dat recht al.
Voor dit beleid probeerde hij draagvlak te creëren door het stichten van een Din-i-Ilahi, letterlijk: religie voor God. Over de inhoud van deze ‘religie voor God’ bestaat echter nogal wat onenigheid. Volgens sommigen was het een nieuwe religie die dicht tegen de tradities van de soefi’s, de jains en de Parsi (= aanhangers van Zarathustra) aanhing. Maar volgens de Indiase moslimgeleerde Makhan Lal Roy Choudury was het niet meer dan een reeks geboden waardoor ruimte werd gemaakt voor de waarde die iedere grote religie inbracht en religieuze tolerantie bevorderd werd. Deze religie betekende voor Choudhury allerminst dat Akbar zijn eigen moslimidentiteit verloochende.
Voor veel Indiërs duidt de titel 'de Grote' niet alleen op Akbars militaire en bestuurlijke kwaliteiten, maar ook op zijn religieuze tolerantie waardoor elke onderdaan in zijn land zijn eigen religie kon beleven.

## Akbars regering

### Militaire tactiek
In de dagen van Babur was een militaire omwenteling begonnen die haar hoogtepunt bereikte onder Akbar. De superioriteit van de Mogollegers was gebaseerd op een doorgedreven gebruik van afstandwapens (boogschutters te paard en vuurwapens) en op een intensieve tactische samenwerking tussen infanterie en cavalerie. De Mogols lieten zich inspireren door de vele bronnen die hun ter beschikking stonden, zoals de ruiters van Centraal-Azië en de fortenbouwers uit Perzië. Akbar introduceerde de gajnal of chaturnal, een licht kanon gemonteerd op een kameel of een olifant, waarschijnlijk geïnspireerd door een Egyptisch voorbeeld. Onder zijn regering werden stenen kanonskogels gaandeweg vervangen door metalen projectielen. Niettemin wordt het latere verval van de Mogoldynastie toegeschreven aan het verdwijnen van de traditionele bereden Mongoolse boogschutter.

### Militaire veroveringen
Babur stichtte het Mogolrijk en Humayun heroverde het, maar het was Akbar die het rijk bestuurlijk organiseerde. Daarnaast was hij een actief en bekwaam militair bevelhebber. Aan het begin van Akbars regering waren de Afghaanse krijgsheren van de Suristam verslagen, maar dit betekende niet dat de lokale machthebbers overal trouw aan de Mogols waren. De Afghaanse landadel en de hindoeïstische Rajputprinsen werden door vijf decennia van vrijwel onophoudelijke strijd op de knieën gedwongen. Aan het einde van Akbars lange regering was het rijk ongeveer drie maal zo groot als bij de machtsovername van zijn vader. In alle windrichtingen en in alle delen van zijn rijk leidde hij militaire campagnes: onder andere Malwa, Gujarat, Bengalen, Kabul, Kasjmir en Khandesh. Akbars bijna onuitputtelijke energie kwam hem goed van pas in de strijd, en zijn voortvarendheid grensde vaak aan waaghalzerij. In de oorlogsvoering leidde de keizer vaak persoonlijk riskante aanvallen. De keizer was zelf een behendige vechtjas en had de reputatie in het gevecht onoverwinnelijk te zijn. Merkwaardig is dat juist zijn regeringsperiode vergeleken met zijn opvolgers veel opstanden kende, die de keizer vaak persoonlijk neersloeg. Mogelijk kwam dit omdat het juist Akbar was die zijn doelen hoog stelde.

### Bestuurlijke vernieuwing
Het door Akbar gevestigde bestuur was zo effectief, dat het rijk na zijn dood meer dan een eeuw zonder grote bestuurlijke vernieuwingen kon blijven doorgroeien. Zijn directe opvolgers veranderden vrijwel niets aan het systeem dat door Akbar werd ingevoerd. Akbars religieuze tolerantie zorgde er bovendien voor dat de Mogols, meer dan eerdere islamitische heersers over India, geaccepteerd en gesteund werden door de meerderheid van de bevolking.

### Salims opstand
Een toenemende zorg was de opvolging. De oudste zoon, Salim, was verslaafd aan opium en drank. Zijn gedrag stuitte bij Akbar op onbegrip en ergernis. De twee andere zonen, Murad en Daniyal, stierven door hun alcoholverslaving eerder dan hun vader. Zodoende begon Akbar rond 1590 zijn kleinzoon Khusrau, de oudste zoon van Salim, functies toe te bedelen om hem klaar te maken voor een eventuele opvolging. Salim, die inzag dat zijn vader hem van de opvolging probeerde uit te sluiten, zag zijn kansen op de troon afnemen. In 1599 kwam hij in opstand. Akbar wist de opstand echter neer te slaan. Natuurlijk deed deze opstand de relatie tussen vader en zoon geen goed, maar als enige overgebleven zoon kon Salim niet genegeerd worden. Om een burgeroorlog te voorkomen en een ordentelijke erfopvolging te waarborgen, verzoende Akbar zich uiteindelijk met zijn zoon.

### Identiteit van het Mogolrijk
De Timoeriden zoals Babur hadden het nomadische bestaan opgegeven, maar profileerden zich nog steeds als dusdanig; ze stimuleerden de architectuur maar bouwden voor zichzelf geen indrukwekkende stenen paleizen en woonden in tenten. De afstamming van Dzjengis Khan woog in Midden-Azië minder zwaar door omwille van de vrouwelijke lijn: Babur zou zichzelf hebben beschouwd als een Turk of hoogstens als een afstammeling van Timoer, maar niet als een Mongool. In Indië, waar er geen andere pretendenten waren voor de erfenis van Dzjengis, werd de dynastie echter al gauw als Mongools beschouwd. Het woord Mogol is afgeleid van het Perzische woord voor Mongool.

## Dood
Op 27 oktober 1605 stierf keizer Akbar aan dysenterie. Zijn zoon prins Salim volgde hem op 3 november 1605 op. Akbar ligt begraven in het mausoleum van Akbar in Sikranda, nabij Agra.

## FilmJodhaa-Akbar
In 2008 was er grote oproering onder de Rajput-gemeenschap vanwege het Bollywood-filmepos Jodhaa-Akbar van regisseur en producent Ashutosh Gowariker. In de film trouwt de machtige moslim-heerser om politieke redenen met de hindoeïstische Rajput-prinses Jodhaa. Na het huwelijk ontpopt zich echter een liefdesaffaire. Naar de mening van de Rajput-gemeenschap bagatelliseerde de film de geschiedenis van de Rajputs en wijst hij hen aan als zondebok. Na protesten van de Rajputs werd vertoning van de film in verschillende staten verboden. Na een door de producent van de film aangespannen zaak bij het Indiase Hooggerechtshof zijn de verboden echter weer ingetrokken.

## Nederlandstalige auteurs over Akbar de Grote
Keizer Akbar is de protagonist van de historische roman Akbar, een oostersche roman (1872) van P.A.S. van Limburg Brouwer, en later in The Emperor's Writings (Delhi, 2011) van de Vlaamse schrijver Dirk Collier, door de auteur vertaald onder de titel Afscheid van de keizer (Tielt, 2011).
Babur · Humayun · Akbar · Jahangir · Shah Jahan · Aurangzeb 
Bahadur Shah I · Jahandar Shah · Farrukhsiyar · Rafi Ul-Darjat · Shah Jahan II · Muhammad Shah · Ahmad Shah Bahadur · Alamgir II · Shah Alam II · Akbar Shah II · Bahadur Shah II